# Fennistiek
De Fennistiek is de wetenschap die zich bezighoudt met het Fins. De Fennistiek kan als een onderdeel worden gezien van de Finoegristiek, de wetenschap die zich bezighoudt met de Finoegrische talen.

## Vakgebied
Onder de bezigheden van Fennistiek kan onder andere worden verstaan: onderzoek naar het gebruik van de Finse taal in verschillende situaties, onderzoek naar de syntactiek, fonologie en morfologie van de taal en onderzoek naar de geschiedenis, literatuur en cultuur van het Fins en de Finnen.

## Geschiedenis
Finland hoorde van 1150 tot 1809 bij Zweden en van 1809 tot 1917 bij Rusland. De ontwikkeling van de Finse taal, cultuur en literatuur hebben eraan toe bijgedragen dat de Finse identiteit werd gevormd.
Mikael Agricola wordt gezien als de vader van de Finse geschreven taal. Tussen 1537 en 1543 bracht hij het abckiria ('abc-boek') uit, het eerste gedrukte Finse boek. Hij gebruikte deels materiaal dat al voor handen was, maar deels vertaalde hij ook werken zelf. Sommige woorden bestonden nog niet in het Fins, waardoor hij zelf een deel van de Finse taal heeft bedacht en op schrift heeft gesteld. Enkele van de woorden die hij bedacht heeft, worden in het hedendaags Fins nog gebruikt. Ondanks zijn soms eerder Zweeds dan Fins woordgebruik en zijn wisselend gebruik van de Duitse en Latijnse spelling zijn zijn werken met enige oefening nog steeds te lezen. In 1548 kwam zijn Finse vertaling van het Nieuwe Testament uit, waardoor de bijbel ook voor de Finssprekende bevolking toegankelijk werd.
In 1649 werd door Eskil Petraeus de eerste Finse grammatica uitgebracht.
Daniel Juslenius (1676-1752) was een belangrijk voorvechter van de ontwikkeling van de Finse identiteit. Zijn werk Aboa vetus et nova uit 1700 omvatte theorieën over de oorsprong van het Finse volk, maar ook belangrijke informatie over de culturele geschiedenis van de stad Turku. Juslenius publiceerde in 1745 Suomalaisen Sana-Lugun Coetus ('De weg naar een Fins woordenboek').
In 1702 werd door Henrik Florinus (circa 1633 – 1705) de eerste collectie met Finse spreekwoorden uitgegeven.
Bibliothecaris van de Universiteit van Turku en Professor in de redevoering Henrik Gabriel Porthan (1739 – 1804) maakte ruim baan voor de studie van de volkspoëzie met zijn uitgave van De poësi Fennica in 1766-1778.
Johan Vilhelm Snellman (1806 – 1881), filosoof, journalist, professor, senator en onderdeel van de 'Lauantaiseura' ('Zaterdagse gemeenschap') werd gezien als de beschermer van de Finse taal. Zijn motto was: 'De mens gelooft en voelt, weet en wenst in zijn woorden; zijn gedachten, zijn hele rationele zelf beweegt en leeft in taal'. Hij heeft door zijn werk een blijvend stempel gedrukt op de Finse cultuur en politiek. Elk jaar op 12 mei herdenkt Finland  hem op 'Snellmanin päivä' (de dag van Snellman).
Elias Lönnrot had in 1835 zijn jarenlange verzameltochten afgesloten en bracht het Finse volksepos Kalevala uit, dat vandaag de dag nog erg bekend is.
Aleksis Kivi (Alexis Stenvall, 1834 – 1872) was de eerste klassieke Finse schrijver. Vele zouden na hem volgen.

## Leerstoelen aan universiteiten
Vaak valt Fennistiek onder de leerstoel Finoegristiek. Soms is er echter een aparte leerstoel voor Fennistiek.
In Finland wordt er aan de Universiteit van Helsinki, Turku, Tampere, Jyväskylä, Oulu, Itä-Suomi (Joensuu) en Vaasa onderzoek gedaan in de Fennistiek. Soms valt dit onder de noemer Finoegristiek.
De Universiteit van Keulen en de Ernst-Moritz-Arndt-Universität in Greifswald hebben o.a. ook leerstoelen Fennistiek. Verder wordt er aan nog vele andere universiteiten Fins onderwezen, soms in de vorm van een taalcursus, soms uitgebreider met daarbij bijvoorbeeld taalonderzoek. Fennistiek wordt niet zelden vanwege de geografische en historische context ondergebracht bij Scandinavistiek.